# Câpre
Pour un article plus général, voir Câprier.

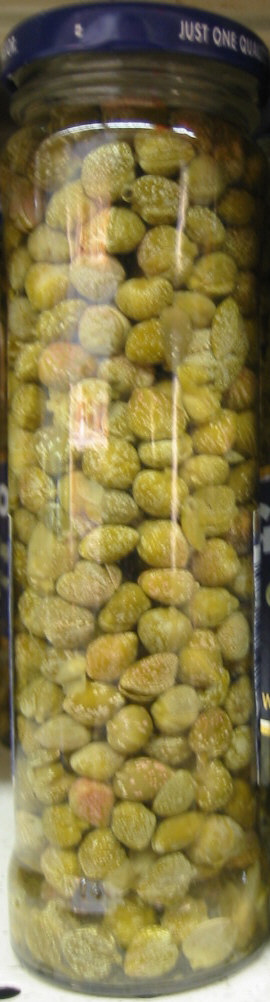
Câpres.

La câpre est un condiment produit à partir de boutons floraux du câprier commun (Capparis spinosa) ainsi que du câprier ovale (Capparis ovata).  
Le câprier est aussi connu pour son fruit qui est consommé mariné sous le nom de câpron,. 
Sur le plan culinaire, les câpres sont présentes dans les cuisines méditerranéennes, comme condiment, pour relever la saveur des mets. 
Sur le plan diététique, leurs composés phytochimiques bioactifs sont d'un grand intérêt pour leurs propriétés médicinales et pharmaceutiques. 

## Description

### Récolte et préparation

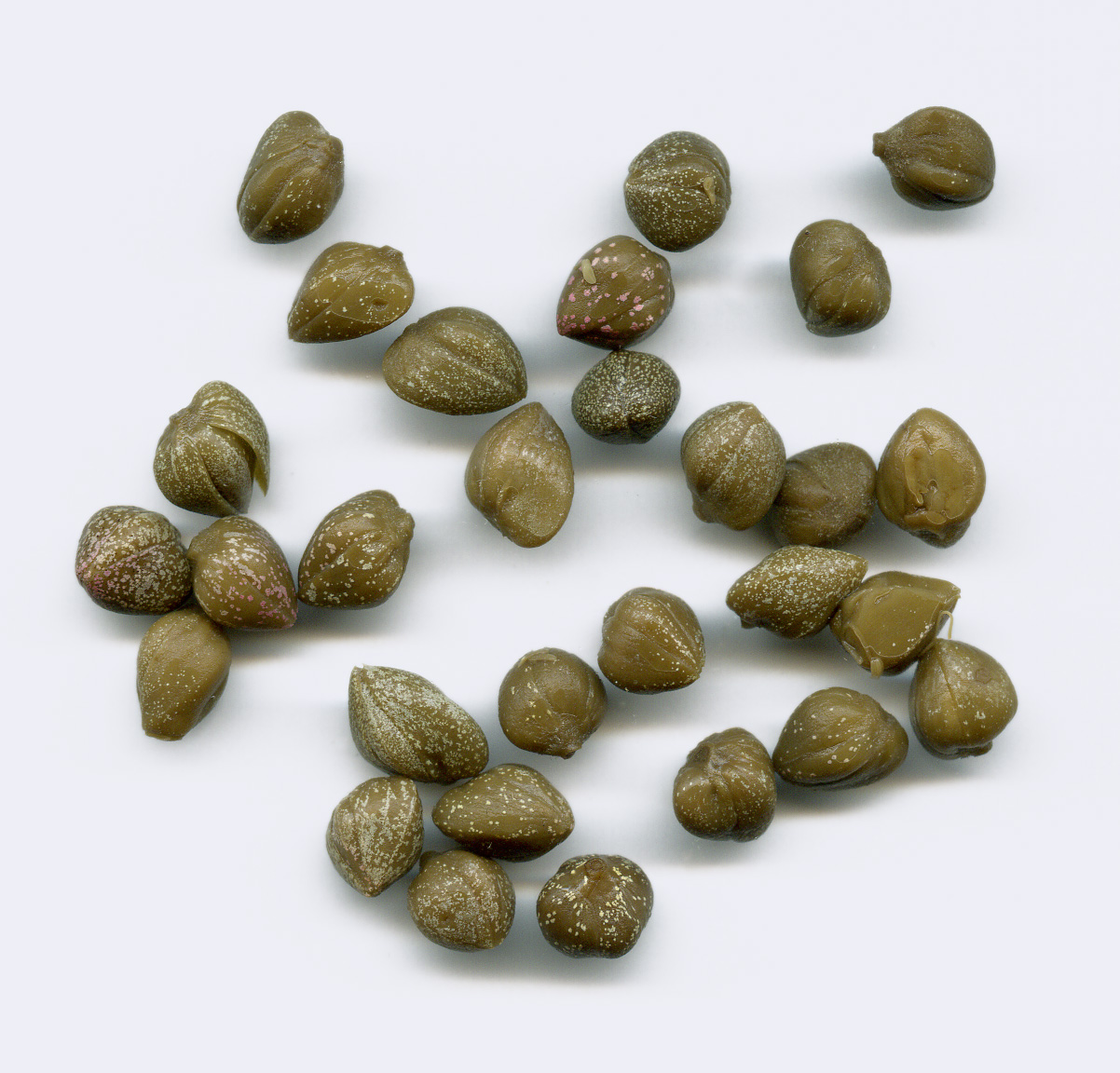
Câpres au vinaigre.

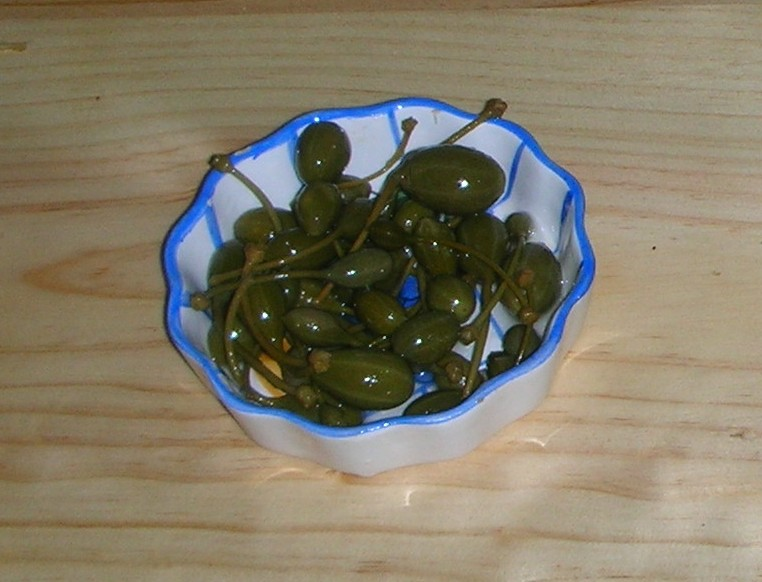
Câprons, fruits du câprier.

La récolte consiste en une cueillette à la main des boutons floraux à différents stades de croissance. Les plus fines font de 5 à 7 mm et les plus grosses de 11 à 13 mm. Plus elles sont petites, plus leur saveur est délicate et leur arôme prononcé. Les boutons floraux doivent être cueillis avant l'éclosion de la fleur et avec une couleur allant du vert clair au vert foncé.
En France, la récolte se fait de juin à octobre-novembre.
Les boutons floraux sont confits au sel sec ou en saumure et conservés au vinaigre.
Le câprier pousse naturellement à l'état sauvage dans les régions méditerranéennes, notamment dans l'archipel maltais et sur l'île de Pantelleria. Ses boutons floraux sont ramassés par les cuisiniers maltais. La câpre, conservée dans la saumure vinaigrée, est un ingrédient majeur de la cuisine traditionnelle maltaise. 
La câpre est récoltée dans les pays du pourtour méditerranéen. En 2005, les principaux pays exportateurs de câpres sont le Maroc, l'Espagne et la France.

### Utilisations

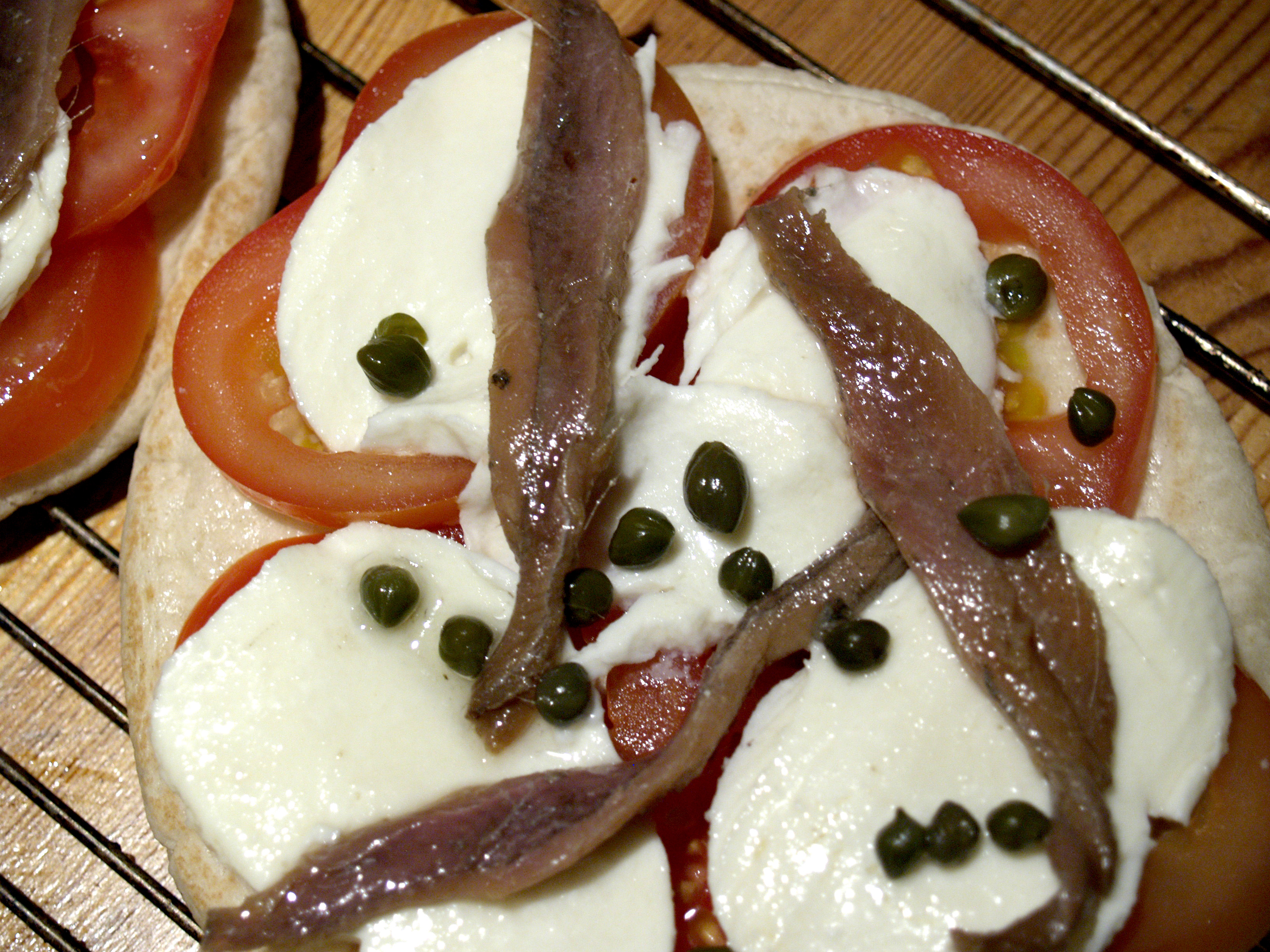
Pizza aux anchois et aux câpres.

La câpre est très présente dans les traditions culinaires méditerranéennes. Sa saveur aigrelette relève le goût des poissons, pizzas, mayonnaises, salades et sauces froides, comme la tapenade (tapena signifiant câpre en provençal) et la sauce tartare. C'est l'un des ingrédients traditionnels du steak tartare.

### Câpron
Le câpron désigne le fruit du câprier, à ne pas confondre avec le capron, fruit du capronier (Fragaria moschata). Selon d'autres sources[Lesquelles ?], le câpron désigne le bouton floral du Câprier ovale,  Capparis ovata. D'une apparition récente dans la cuisine, le câpron, généralement présenté avec sa queue, est utilisé en condiment confit ou saumuré comme la câpre et a les mêmes utilisations. De même, la capucine, utilisée sous la forme plus rarement de bouton ou plus généralement de fruit, préparée de la même façon que la câpre, est aussi vendue (souvent beaucoup moins chère) sous le nom de « câpres de capucine » ou plus simplement de câpre.

## Analyse nutritive
Selon la base Ciqual de l'ANSES les câpres au vinaigre ont la composition ci-contre :
Avec 85 % d'eau, les câpres sont un aliment peu énergétique (d'après la base USDA FoodData Central E=33 kcal/100g). Elles comportent 2,25 g/100g de protéines, 3,5 g/100g de glucides et 0,86 g/100g de lipides. 
Les câpres sont généralement consommées en petites quantités : une cuillerée à soupe de 13 g apporte 0,45 g de glucides, 0,078 g de protéines, 0,030 g de lipides et au total 4,3 kcal. L'apport en macronutriments (glucides, protéines, lipides) et micronutriments (vitamines, minéraux) est négligeable. De même, la valeur énergétique est négligeable comparée à l'Apport énergétique total quotidien, évalué en moyenne pour un homme de référence à 2 700 kcal et une femme de référence 2 200 kcal. L'apport énergétique d'une cuillerée de câpres équivaut à celui de 1,5 g pain de baguette selon Ciqual.

## Composés phytochimiques
L'intérêt des câpres ne réside pas dans leur valeur nutritive mais dans leur rôle fonctionnel. Sur le plan culinaire, ce sont des condiments utilisés en petite quantité, pour relever la saveur de certains aliments. Sur le plan diététique, leurs composés phytochimiques bioactifs sont d'un grand intérêt pour leurs propriétés médicinales et pharmaceutiques. Les câpres ont été utilisées en médecine traditionnelle comme carminative, antiscorbutique, antispamodique, diurétique et vermifuge.
Les câpres sont un produit alimentaire très riche en composés phénoliques et plus particulièrement en flavonols. D'après la base Phenol-Explorer, les polyphénols totaux mesurés par le réactif de Folin-Ciocalteu, les flavonols et les lignanes ont les teneurs moyennes suivantes :
| Composés phénoliques des câpres au vinaigre teneur en mg/100g de MF (matière fraîche)                             |
| Polyphénols totaux: 3 600                                                                                         |
| Flavonols |
| Quercétine: 32,82 ... 3-O-rutinoside de quercétine: 332,29                                                        |
| Kaempférol: 104,29 ...3-O-rutinoside de kaempférol: 165,76 3-O-rhamnosyl-rhamnosyl-glucoside de kaempférol: 19,53 |
| Lignanes |
| Secoisolariciresinol: 0,04 ... Matairesinol: 1,00 e-02                                                            |

Comme beaucoup d'épices, les câpres sont un concentré de composés phénoliques, de la valeur de 3 600 mg/100g au total. Cette teneur varie suivant l'origine géographique, les conditions environnementales, la date de la récolte, la taille de la graine, le génotypes et les procédures de conservation.

Rutine : 3-rutinoside de quercétine.

Selon la base Phenol-Explorer, les câpres sont l'aliment le plus riche en rutine (ou 3-O-rutinoside de quercétine) avec une teneur de 332,29 mg/100g. Elles sont de sept à neuf fois plus riches que respectivement les olives noires (45,36 mg/100g) et la farine complète de sarrasin (36,14 mg/100g), les deux aliments les plus riches en rutine après les câpres.
Les câpres sont une bonne source de tanins condensés et d'alcaloïdes. Parmi ces derniers, il a été isolé quelques alcaloïdes isoquinoléiques (l'acide tétrahydroquinoline) et quelques alcaloïdes hydrosolubles : capparisine A , capparisine B, capparisine C, etc.. 
Les câpres sont aussi une bonne source de glucosinolates (glucocapparine, glucoibérine, sinigrines, glucobrassicine). La caractéristique remarquable des glucosinolates trouvés dans les légumes crucifères (chou, moutarde brune) est leur capacité à donner naissance à une multitude de métabolites secondaires, principalement en raison de l'activité enzymatique de la myrosinase. Les composés libérés comprennent de petites molécules bioactives comme les isothiocyanates d'isopropyle ou les isothiocyanates de propyle, isolés dans le fruit et les racines et les feuilles du câprier C. spinosa. Les jeunes pousses contiennent la plus grande quantité de glucosinolate, et la teneur des boutons floraux croît à mesure que leur taille augmente.
Avant de pouvoir consommer les câprons, les fruits du câprier sont généralement fermentées en saumure par l'intermédiaire de bactéries lactiques telles que Lactobacillus pentosus. Ce processus aide à réduire le goût amer des câprons dû à leur abondance de composés phénoliques. La fermentation forme de la quercétine par hydrolyse de la rutine, grâce à l'action d'enzymes.
L'activité antioxydante totale des graines de câpres récoltées en Tunisie atteint des valeurs élevées (33-78 GAE/g DR) par rapport à la quercétine standard, bien que des variations significatives apparaissent entre les échantillons de différentes origines. L'activité de piégeage des radicaux libres, déterminée par les méthodes DPPH  et ABTS, est remarquable dans certains cas, avec des concentrations inhibitrices médianes CI50 (3,5 et 2,6 μg/mL, respectivement) inférieures à celles des témoins positifs tels que BHT et Trolox (17.3 et 3,5 μg/mL, respectivement). Les câpres semblent donc sur la base de ces résultats, une bonne source de composés antioxydants.

## Effets pharmacologiques
Les études présentées ci-dessous, menées in vitro ou sur l'animal, sont des travaux préliminaires qui ne permettent pas de tirer des conclusions en thérapeutique humaine, tant que des essais cliniques solides n'auront pas confirmé les résultats.
La détérioration de la mémoire et les dysfonctionnements cognitifs sont souvent liés à un stress oxydatif excessif des cellules du cerveau. Dans une étude in vivo menée sur des souris (administrées avec un excès de D-galactose), on a évalué les effets de l'extrait de câpres sur la déficience cognitive et le stress oxydatif dans des modèles de la maladie d'Alzheimer. L'administration d'extrait de câpre fournit une protection importante contre les dommages occasionnés à l'ADN et augmente les activités du superoxyde dismutase, du glutathion peroxydase et de catalase. Un acide-phénol, l'acide syringique, jouerait un rôle important dans cet effet. Cette étude a montré que l'extrait de câpre améliore significativement les troubles cognitifs induits par I'injection de D-galactose chez la souris de manière dépendant de la dose.

### Effets potentiels anticancérigènes
L'infusion aqueuse de câpres et l'huile essentielle de câprier (hydrodistillée à partir de feuilles et de bourgeons floraux) ont été analysées pour évaluer leur potentiel anticancérigène sur des cellules humaines HT-29 d'adénocarcinome colorectal humain. L'infusion était une bonne source de flavonoïdes connus pour leurs effets antiprolifératifs contre les cellules cancéreuses du côlon tandis que l'huile essentielle était dominée par l'isothiocyanate de méthyle, un produit de la dégradation de la glucoapparine. Les deux extraits exercent une réduction de la prolifération des cellules HT-29, l'infusion étant légèrement plus active que l'huile essentielle. Dans l'ensemble, il a été démontré que les deux produits ont des effets cytostatiques (bloquant le fonctionnement cellulaire) et non cytotoxiques sur les cellules HT-29.

### Activité anti-inflammatoire
Diverses fractions d'extrait aqueux des fruits de câprier ont été testées pour évaluer leur activité anti-inflammatoire contre l'œdème des pattes de souris (induit par la carraghénine). L'analyse par chromatographie à colonne des fractions les plus efficaces indiquent la présence de flazine, guanosine, capparine A, capparine B, apigénine, kaempférol, acide vanillique et acide cinnamique, chrysoériol, 1H-indole-3-carboxaldehyde, 4-hydroxy-1H-indole-3-carboxaldehyde. Certains d'entre-eux sont donc des candidats potentiels comme anti-inflammatoire, avec éventuellement un effet synergique.

### Activité immunomodulatrice
L'extrait méthanolique des bourgeons de C. spinosa, riche en flavonoïdes tels que la quercétine et les dérivés du kaempférol, exerce des effets immunomodulateurs in vitro sur les cellules mononucléées sanguines périphériques (PBMCs). Le traitement par extraits de câpres interfère avec la réplication du virus herpes simplex HSV-2 dans les PBMCs en inhibant la libération du virus extracellulaire et en régulant à la hausse l'expression des cytokines pro-inflammatoires telles que l'interleukine IL-12, l'interféron IFN-γ et le facteur de nécrose tumorale TNF-α.

### Activité anti-arthritique
En médecine traditionnelle chinoise (MTC), la câpre est utilisée pour traiter la polyarthrite rhumatoïde et la goutte. Afin d'évaluer cette utilisation médicinale traditionnelle, un extrait éthanol-eau de fruit de câpre, ainsi que quatre de ses fractions, ont été testées sur des rats Wistar mâles et sur des souris mâles et femelles Région de contrôle de l'empreinte ICR pour leur activité anti-arthritique. L'étude de l'activité anti-inflammatoire et analgésique a permis de sélectionner la fraction la plus efficace qui à l'analyse s'est révélée être riche en stachydrine, un Alcaloïde pyrrolidinique.

### Activité antidiabétique
L'activité antihyperglycémique et antihyperlipidémique de l'extrait éthanolique de racine de C. spinosa a été évaluée sur des rats dont le diabète a été induit. Il a été observé une baisse de la glycémie significative après un traitement avec un extrait de câprier, toutefois sans observer une augmentation du taux d'insuline.
Plus important encore, dans un essai randomisé contrôlé chez l'homme, l'efficacité de l'extrait de fruit de C. spinosa comme agent antihyperglycémique a été évaluée sur 54 patients diabétique de type 2 sous traitement antidiabétique standard. Un premier groupe reçut 400 mg d'extrait de fruit de câpre (éthanol à 70 %) trois fois par jour pendant deux mois, et un second groupe reçut des capsules placebo. Le traitement à l'extrait de câpron a montré une réduction significative de la glycémie à jeun par rapport au groupe témoin.